# Bob Roper
Robert Peter Roper, detto Bob (Campbell, 25 agosto 1928 – Toledo, 13 settembre 2008), è stato un cestista statunitense.

## Carriera
Dopo aver giocato a livello di college nella John Carroll University, è stato scelto al terzo giro del Draft NBA 1950 dai Rochester Royals. Tuttavia non militò mai in NBA ma giocò la stagione 1950-1951 negli Utica Pros, squadra professionistica della American Basketball League.
Abbandonò poi la carriera cestistica, lavorando in varie aziende del settore chimico.